# Chelonus rufisignatus
Chelonus rufisignatus är en stekelart som först beskrevs av Jinhaku Sonan 1932.  Chelonus rufisignatus ingår i släktet Chelonus och familjen bracksteklar. Inga underarter finns listade i Catalogue of Life.